# Extreme Championship Wrestling
Extreme Championship Wrestling – amerykańska federacja wrestlingu istniejąca w latach 1992–2001. Federacja została założona jako Eastern Championship Wrestling i należała do National Wrestling Alliance w latach 1992–1994. Po zakończeniu współpracy zmieniono nazwę federacji. Główną areną federacji była ECW Arena.
W 2003 roku WWE wykupiło prawa do ECW, tworząc z federacji trzeci brand WWE. Brand ten istniał w latach 2006–2010, po czym został zastąpiony przez NXT.

## Tytuły mistrzowskie
- ECW World Heavyweight Championship (1992–2001, 2006–2010)
- ECW World Tag Team Championship (1992–2001)
- ECW World Television Championship (1992–2000)
- ECW FTW Heavyweight Championship (1998–1999)
- ECW Maryland Championship (1993–1994)
- ECW Pennsylvania Championship (1993)
- NWA World Heavyweight Championship (1994)

## Gale telewizyjne
- ECW Hardcore TV (1993[3]–2000[4])
- ECW on TNN (1999–2000)[5]
- WWE ECW (2006–2010)